# 보주도바츠

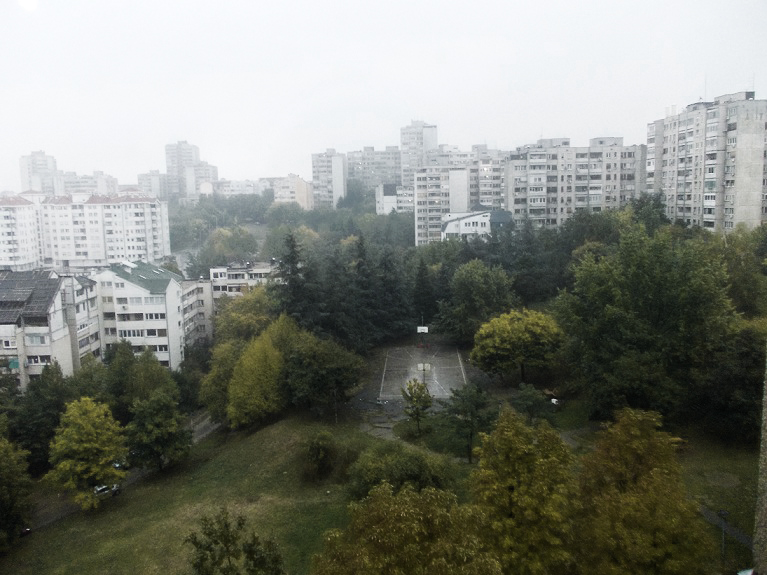
보주도바츠

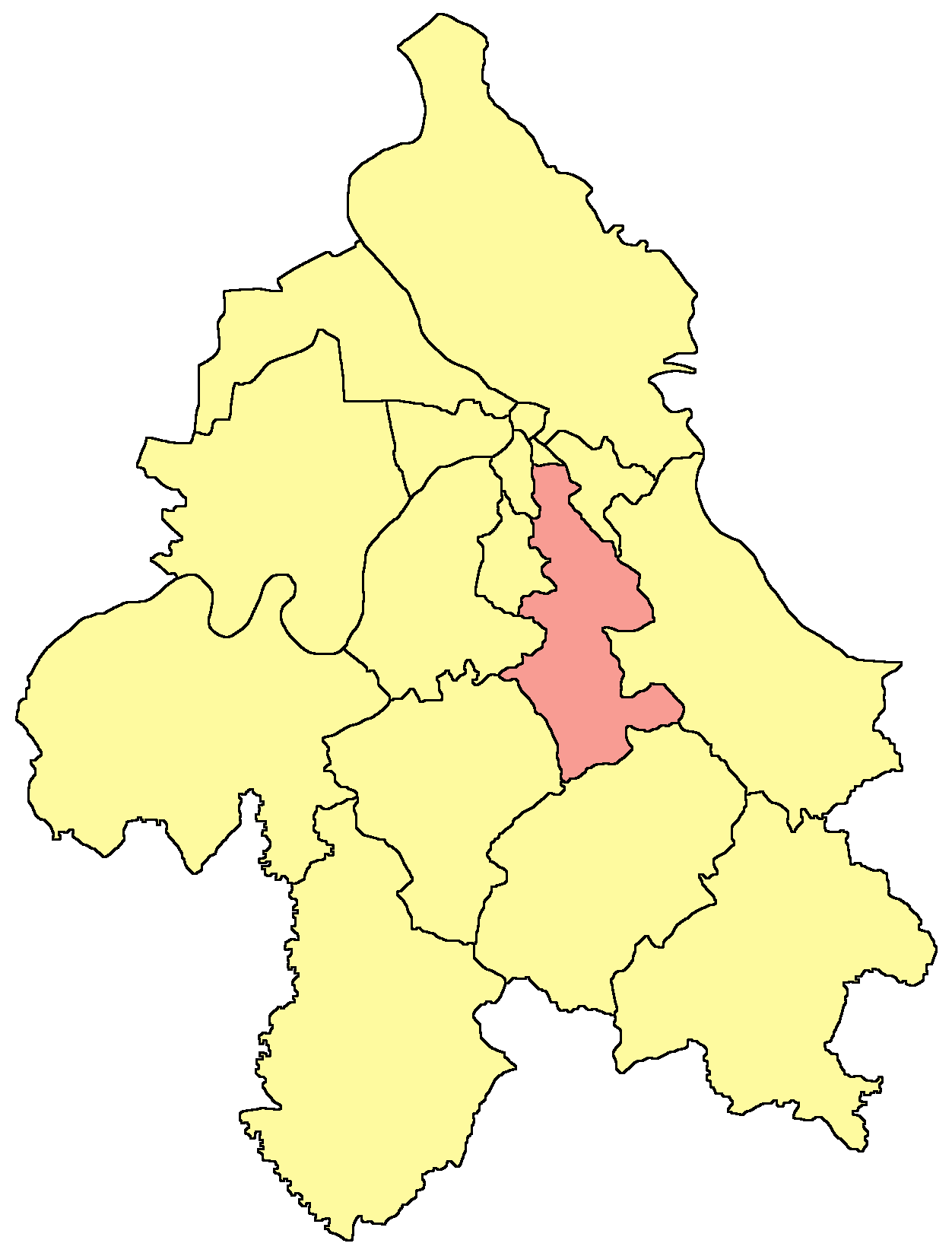
베오그라드 시 지도에 표시된 보주도바츠의 위치

보주도바츠(세르비아어: Вождовац / Voždovac)는 세르비아의 수도인 베오그라드를 구성하는 17개 지방 자치체 가운데 하나로 면적은 148km2, 인구는 158,213명(2011년 기준)이다. 베오그라드 중남부에 위치한다.

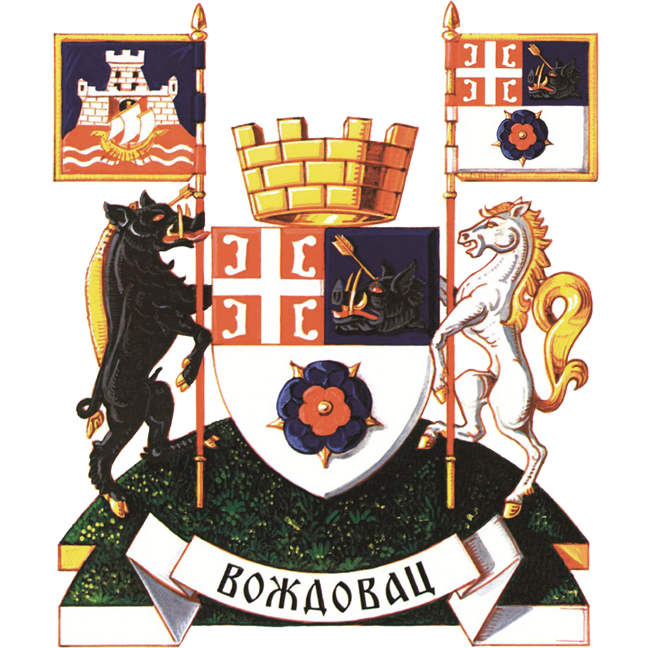
시 문장